# Коморув (Тарнівський повіт)
Коморув (пол. Komorów) — село в Польщі, у гміні Вешхославиці Тарнівського повіту Малопольського воєводства.
Населення — 606 осіб (2011).
У 1975-1998 роках село належало до Тарнівського воєводства.

## Демографія
Демографічна структура станом на 31 березня 2011 року:
|          | Загалом | Допрацездатний вік | Працездатний вік | Постпрацездатний вік |
| -------- | ------- | ------------------ | ---------------- | -------------------- |
| Чоловіки | 302     | 68                 | 202              | 32                   |
| Жінки    | 304     | 68                 | 173              | 63                   |
| Разом    | 606     | 136                | 375              | 95                   |